# Macierz Jacobiego
Macierz Jacobiego – macierz zbudowana z pochodnych cząstkowych (pierwszego rzędu) funkcji, której składowymi są funkcje rzeczywiste.
Macierz Jacobiego i jej wyznacznik, nazywany jakobianem, znajdują zastosowanie w teorii funkcji uwikłanych, a także zagadnieniach związanych z zamianą zmiennych w całkach wielokrotnych, gdyż opisują one pochodną Frécheta funkcji wielu zmiennych (przestrzeni euklidesowych) w danym punkcie, o ile pochodna ta istnieje.
Nazwy tych pojęć pochodzą od nazwiska niemieckiego matematyka C.G.J. Jacobiego, który je wprowadził, choć niezależnie badał je Michaił Ostrogradski. Jacobi używał nazwy wyznacznik różniczkowy; termin „jakobian” pochodzi od J.J. Sylvestera (1852).

## Definicja macierzy Jacobiego
Założenia:
- {\displaystyle U} – podzbiór otwarty przestrzeni euklidesowej {\displaystyle \mathbb {R} ^{n},}
- {\displaystyle \mathbf {f} =[f_{1},\dots ,f_{m}]} – funkcja wektorowa ze zbioru {\displaystyle U} w przestrzeń {\displaystyle \mathbb {R} ^{m},} mająca {\displaystyle m} funkcji składowych {\displaystyle f_{i}} ze zbioru {\displaystyle U} na zbiór liczb rzeczywistych, {\displaystyle f_{i}\colon U\to R,\,\,i=1,\dots ,m} o zmiennych {\displaystyle \mathrm {x} =(x_{1},\dots ,x_{n})\in U.}

Jeżeli funkcja {\displaystyle \mathbf {f} } ma wszystkie pochodne cząstkowe w punkcie {\displaystyle \mathrm {x} \in U,} to
(1) macierzą Jacobiego {\displaystyle \mathbf {J} _{\mathrm {f} }} nazywa się macierz, której elementami {\displaystyle [\mathbf {J} _{\mathrm {f} }]_{ij},\,i=1,\dots ,m,\,\,j=1,\dots ,n} są funkcje {\displaystyle \left[{\frac {\partial f_{i}}{\partial x_{j}}}\right]_{i,j},} tj. pochodne funkcji po poszczególnych zmiennych mającą postać
{\displaystyle {\begin{bmatrix}{\dfrac {\partial f_{1}}{\partial x_{1}}}&\ldots &{\dfrac {\partial f_{1}}{\partial x_{n}}}\\\vdots &\ddots &\vdots \\{\dfrac {\partial f_{m}}{\partial x_{1}}}&\ldots &{\dfrac {\partial f_{m}}{\partial x_{n}}}\end{bmatrix}},}
tj.
Pierwszy wiersz tej macierzy stanowią pochodne pierwszej funkcji po poszczególnych zmiennych {\displaystyle x_{1},\dots ,x_{n},} itd.
(2) Macierz Jacobiego można przedstawić w postaci wektora kolumnowego, którego współrzędnymi są gradienty {\displaystyle \nabla f_{i}} funkcji {\displaystyle f_{i}} tworzących funkcję {\displaystyle \mathrm {f} ,} tzn.
{\displaystyle {\begin{bmatrix}\nabla f_{1}\\\vdots \\\nabla f_{m}\end{bmatrix}}.}
(3) Macierz Jacobiego można również przedstawić jako iloczyn tensorowy operatora nabla {\displaystyle \nabla ={\Big [}{\frac {\partial }{\partial x_{1}}},\dots ,{\frac {\partial }{\partial x_{n}}}{\Big ]}} i funkcji {\displaystyle \mathrm {f} } zapisanej w postaci kolumny, tj.
{\displaystyle \mathbf {J} _{\mathrm {f} }=\nabla \otimes f^{T},}
gdzie {\displaystyle \mathbf {f} ^{T}=[f_{1},\dots ,f_{m}]^{T}} – kolumna zawierająca składowe funkcji {\displaystyle \mathrm {f} } ({\displaystyle T} oznacza transpozycję wektora).
Uwaga:
Wartością macierzy Jacobiego {\displaystyle \mathbf {J} _{\mathrm {f} }} funkcji {\displaystyle \mathbf {f} } w punkcie {\displaystyle \mathrm {x} } nazywa się macierz {\displaystyle \mathbf {J} _{\mathrm {f} }(\mathrm {x} ),} której elementami są wartościami poszczególnych elementów macierzy Jacobiego, obliczone w punkcie {\displaystyle \mathrm {x} ,} tj.
{\displaystyle \left[{\frac {\partial f_{i}}{\partial x_{j}}}(\mathrm {x} )\right]_{i,j}.}

## Definicja jakobianu
Definicja:
Jakobianem nazywa się wyznacznik (kwadratowej) macierzy Jacobiego.
Jakobian oznacza się symbolami: {\displaystyle \det \mathbf {J} _{\mathrm {f} },} {\displaystyle |\mathbf {J} _{\mathrm {f} }|,} {\displaystyle {\frac {\partial (f_{1},\dots ,f_{n})}{\partial (x_{1},\dots ,x_{n})}}{\overset {\mathrm {ozn} }{=}}{\frac {\partial \mathrm {f} }{\partial \mathrm {x} }}.}

## Przykłady

### Przykład 1: Jakobian 2 × 2
Dla funkcji {\displaystyle \mathbf {f} =[f_{1},f_{2}]\colon \mathbb {R} ^{2}\to \mathbb {R} ^{2},} takiej że
{\displaystyle f_{1}(x,y)=x^{2}+xy^{3},}
{\displaystyle f_{2}(x,y)=xy+1}
jakobian wynosi
{\displaystyle {\begin{aligned}\det \mathbf {J} _{\mathrm {f} }&={\begin{vmatrix}{\frac {\partial f_{1}}{\partial x}}&{\frac {\partial f_{1}}{\partial y}}\\{\frac {\partial f_{2}}{\partial x}}&{\frac {\partial f_{2}}{\partial y}}\end{vmatrix}}={\begin{vmatrix}{\frac {\partial (x^{2}+xy^{3})}{\partial x}}&{\frac {\partial (x^{2}+xy^{3})}{\partial y}}\\{\frac {\partial (xy+1)}{\partial x}}&{\frac {\partial (xy+1)}{\partial y}}\end{vmatrix}}={\begin{vmatrix}2x+y^{3}&3xy^{2}\\y&x\end{vmatrix}}\\&=2x^{2}+xy^{3}-3xy^{3}=2x^{2}-2xy^{3}\end{aligned}}.}

### Przykład 2: Jakobian nie istnieje
Dla funkcji {\displaystyle \mathbf {f} \colon \mathbb {R} ^{3}\to \mathbb {R} ^{4}} o 4 funkcjach składowych {\displaystyle \mathbf {f} (x_{1},x_{2},x_{3})=(x_{1},\,5x_{3},\,4x_{2}^{2}-2x_{3},\,x_{3}\sin x_{1}),} tj.
{\displaystyle y_{1}=x_{1},}
{\displaystyle y_{2}=5x_{3},}
{\displaystyle y_{3}=4x_{2}^{2}-2x_{3},}
{\displaystyle y_{4}=x_{3}\sin x_{1}.}
a) macierz Jacobiego ma postać
{\displaystyle \mathbf {J} _{\mathbf {f} }(x_{1},x_{2},x_{3})={\begin{bmatrix}{\dfrac {\partial y_{1}}{\partial x_{1}}}&{\dfrac {\partial y_{1}}{\partial x_{2}}}&{\dfrac {\partial y_{1}}{\partial x_{3}}}\\[1em]{\dfrac {\partial y_{2}}{\partial x_{1}}}&{\dfrac {\partial y_{2}}{\partial x_{2}}}&{\dfrac {\partial y_{2}}{\partial x_{3}}}\\[1em]{\dfrac {\partial y_{3}}{\partial x_{1}}}&{\dfrac {\partial y_{3}}{\partial x_{2}}}&{\dfrac {\partial y_{3}}{\partial x_{3}}}\\[1em]{\dfrac {\partial y_{4}}{\partial x_{1}}}&{\dfrac {\partial y_{4}}{\partial x_{2}}}&{\dfrac {\partial y_{4}}{\partial x_{3}}}\end{bmatrix}}={\begin{bmatrix}1&0&0\\0&0&5\\0&8x_{2}&-2\\x_{3}\cos x_{1}&0&\sin x_{1}\end{bmatrix}}.}
Przykład ten pokazuje, że macierz Jacobiego nie musi być kwadratowa.
b) Jakobian nie istnieje, ponieważ macierz nie jest kwadratowa.

### Przykład 3: Ujemny znak jakobianu
Dla funkcji o składowych
{\displaystyle y_{1}=5x_{2},}
{\displaystyle y_{2}=4x_{1}^{2}-2\sin(x_{2}x_{3}),}
{\displaystyle y_{3}=x_{2}x_{3}}
jakobian ma wartość
{\displaystyle {\begin{vmatrix}0&5&0\\8x_{1}&-2x_{3}\cos(x_{2}x_{3})&-2x_{2}\cos(x_{2}x_{3})\\0&x_{3}&x_{2}\end{vmatrix}}=-8x_{1}{\begin{vmatrix}5&0\\x_{3}&x_{2}\end{vmatrix}}=-40x_{1}x_{2}.}
Gdy znak jakobianu jest ujemny, to funkcja {\displaystyle \mathbf {f} } zmienia orientację (jest tak w otoczeniu punktów, które mają ten sam znak); funkcja jest lokalnie odwracalna dla punktów {\displaystyle R-\{0,0\}.}

## Różniczkowy element powierzchni

### Twierdzenie o całce po powierzchni
Element powierzchni w starych współrzędnych = element powierzchni w nowych współrzędnych * moduł jakobianu przejścia od nowych do starych współrzędnych.

### Przykład: Transformacja współrzędnych biegunowych na kartezjańskie
Transformacja ze współrzędnych biegunowych {\displaystyle r,\phi } do kartezjańskich {\displaystyle x,y} dana jest z pomocą funkcji {\displaystyle \mathrm {f} \colon R^{+}\times [0,2\pi )\to R^{2}} o 2 funkcjach składowych
{\displaystyle f_{1}\equiv x=r\cos \varphi ,}
{\displaystyle f_{2}\equiv y=r\sin \varphi .}
a) Macierz Jacobiego ma postać
{\displaystyle \mathbf {J} _{\mathbf {f} }(r,\varphi )={\begin{bmatrix}{\dfrac {\partial x}{\partial r}}&{\dfrac {\partial x}{\partial \varphi }}\\[0.5em]{\dfrac {\partial y}{\partial r}}&{\dfrac {\partial y}{\partial \varphi }}\end{bmatrix}}={\begin{bmatrix}\cos \varphi &-r\sin \varphi \\\sin \varphi &r\cos \varphi \end{bmatrix}}.}
b) Jakobian
{\displaystyle |\mathbf {J} _{\mathbf {f} }|=r.}
c) Różniczkowy element powierzchni
Jakobianu można użyć do zamiany zmiennych całkowania z układu kartezjańskiego na biegunowy, np.
{\displaystyle \iint _{\mathrm {f} (A)}f(x,y)\,dx\,dy=\iint _{A}f(r\cos \varphi ,r\sin \varphi )\,r\,dr\,d\varphi .}

## Różniczkowy element objętości

### Twierdzenie o całce po objętości
Element objętości w starych współrzędnych = element objętości w nowych współrzędnych * moduł jakobianu przejścia od nowych do starych współrzędnych.

### Przykład: Transformacja współrzędnych sferycznych na kartezjańskie
Przejście ze współrzędnych sferycznych {\displaystyle (r,\theta ,\varphi )} na kartezjańskie {\displaystyle (x,y,z)} dane jest za pomocą funkcji {\displaystyle \mathbf {f} \colon R^{+}\times [0,\pi )\times [0,2\pi )\to R^{3}} o 3 funkcjach składowych
{\displaystyle x=r\sin \theta \cos \varphi ,}
{\displaystyle y=r\sin \theta \sin \varphi ,}
{\displaystyle z=r\cos \theta .}
a) Macierz Jacobiego ma postać
{\displaystyle \mathbf {J} _{\mathbf {f} }(r,\theta ,\varphi )={\begin{bmatrix}{\dfrac {\partial x}{\partial r}}&{\dfrac {\partial x}{\partial \theta }}&{\dfrac {\partial x}{\partial \varphi }}\\[1em]{\dfrac {\partial y}{\partial r}}&{\dfrac {\partial y}{\partial \theta }}&{\dfrac {\partial y}{\partial \varphi }}\\[1em]{\dfrac {\partial z}{\partial r}}&{\dfrac {\partial z}{\partial \theta }}&{\dfrac {\partial z}{\partial \varphi }}\end{bmatrix}}={\begin{bmatrix}\sin \theta \cos \varphi &r\cos \theta \cos \varphi &-r\sin \theta \sin \varphi \\\sin \theta \sin \varphi &r\cos \theta \sin \varphi &r\sin \theta \cos \varphi \\\cos \theta &-r\sin \theta &0\end{bmatrix}}.}
b) Wyznacznik tej macierzy wynosi
{\displaystyle |\mathbf {J} _{\mathbf {f} }|=r^{2}\sin \theta .}
Widać, że jakobian zmienia się w zależności od współrzędnych {\displaystyle r,\theta .}
c) Różniczkowy element objętości
W układzie kartezjańskim element różniczkowy objętości ma postać
{\displaystyle dV=dx\,dy\,dz.}
Przechodząc do układu współrzędnych sferycznych różniczkowy element objętości nie zmieni się, jeżeli pomnoży się go przez jakobian, tj.
{\displaystyle dV=|\mathbf {J} _{\mathbf {f} }|dr\,d\varphi \,d\theta =r^{2}\sin \theta dr\,d\varphi \,d\theta .}
Np. wykonując całkowanie funkcji {\displaystyle f(x,y,z)} przy zamianie zmiennych na współrzędne sferyczne należy
- zmienne {\displaystyle x,y,z} wyrazić przez zmienne {\displaystyle r,\varphi ,\theta ,}
- element objętości {\displaystyle dV=dx\,dy\,dz} wyrazić przez równy mu element {\displaystyle dV=r^{2}\sin \theta dr\,d\varphi \,d\theta .}

## Związek macierzy Jacobiego z pochodną Frécheta
(1) Jeśli funkcja jest różniczkowalna w danym punkcie, to jej pochodna dana jest za pomocą macierzy Jacobiego. Dokładniej, jeżeli funkcja {\displaystyle \mathrm {f} } jest różniczkowalna (w sensie Frécheta) w punkcie {\displaystyle \mathrm {p} \in U,} to macierzą przekształcenia liniowego, którym jest jej pochodna Frécheta {\displaystyle \operatorname {D} \mathrm {f} (\mathrm {p} ),} jest macierz Jacobiego {\displaystyle \mathbf {J} _{\mathrm {f} }(\mathrm {p} )} funkcji {\displaystyle \mathrm {f} } w punkcie {\displaystyle \mathrm {p} .}
(2) Macierz Jacobiego jest kwadratowa, gdy pochodna jest endomorfizmem; jeśli jest odwracalna (jej wyznacznik jest odwracalny), to pochodna jest izomorfizmem. Więcej: niezdegenerowanie jakobianu gwarantuje, że funkcja jest różniczkowalna w sensie Frécheta w sposób ciągły (tzn. pochodna jest ciągła) – mówi się wtedy, że jest ona klasy {\displaystyle {\mathcal {C}}^{1}.}
(3) Funkcja {\displaystyle \mathrm {f} } nie musi być różniczkowalna (w sensie Frécheta) w punkcie {\displaystyle \mathrm {p} ,} by macierz Jacobiego {\displaystyle \mathbf {J} _{\mathrm {f} }(\mathrm {p} )} była określona – wymaga się jedynie istnienia pochodnych cząstkowych funkcji {\displaystyle \mathrm {f} } w punkcie {\displaystyle \mathrm {p} .} Oznacza to, że funkcja {\displaystyle \mathrm {f} } jest różniczkowalna co najwyżej w dowolnym kierunku, tzn. w sensie Gâteaux, czyli dla dowolnego {\displaystyle \mathbf {v} } istnieją pochodne {\displaystyle {\tfrac {\partial \mathrm {f} }{\partial \mathbf {v} }}(\mathrm {p} ).}
(4) Gradient, jak i macierz Jacobiego można traktować jak „pierwsze pochodne” funkcji:
- macierz Jacobiego jest pierwszą pochodną funkcji wektorowej wielu zmiennych,
- gradient jest pochodną funkcji skalarnej wielu zmiennych (gradient można uważać za szczególny przypadek macierzy Jacobiego).

(5) Macierz Jacobiego gradientu nazywana jest macierzą Hessego (hesjan) – jest to w pewnym sensie „druga pochodna” funkcji skalarnej wielu zmiennych.

## Macierz Jacobiego jako macierz przekształcenia liniowego
Macierz Jacobiego ma wszystkie własności macierzy przekształceń liniowych. W szczególności dla funkcji różniczkowalnej w sensie Frécheta za pomocą macierzy Jacobiego można wyrazić takie własności jak twierdzenie o funkcji odwrotnej, czy twierdzenie o funkcji uwikłanej.